# Стівен Калдер
Стівен Калдер (англ. Stephen Calder, 1 грудня 1957) — канадський яхтсмен.
Бронзовий призер Олімпійських Ігор 1984 року в класі Солінґ.